# 이왕가미술관

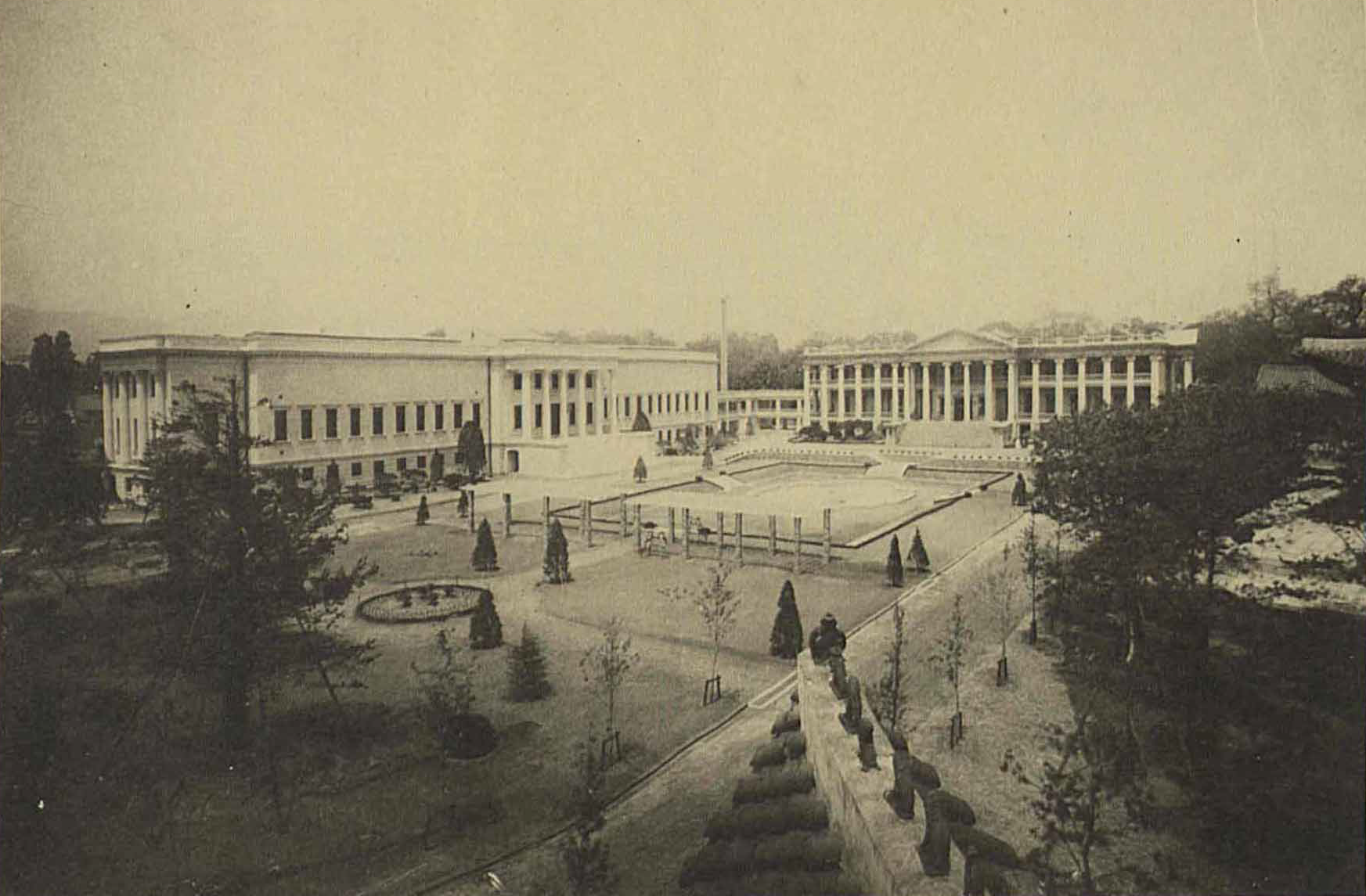
이왕가미술관 전경 (1938년)

이왕가미술관(李王家美術館), 또는 덕수궁미술관(德壽宮美術館)은 일제강점기 1938년부터 덕수궁에 존재했던 미술관으로, 이왕가박물관의 후신이다. 현재 국립현대미술관 덕수궁관으로 사용되고 있다.

## 역사

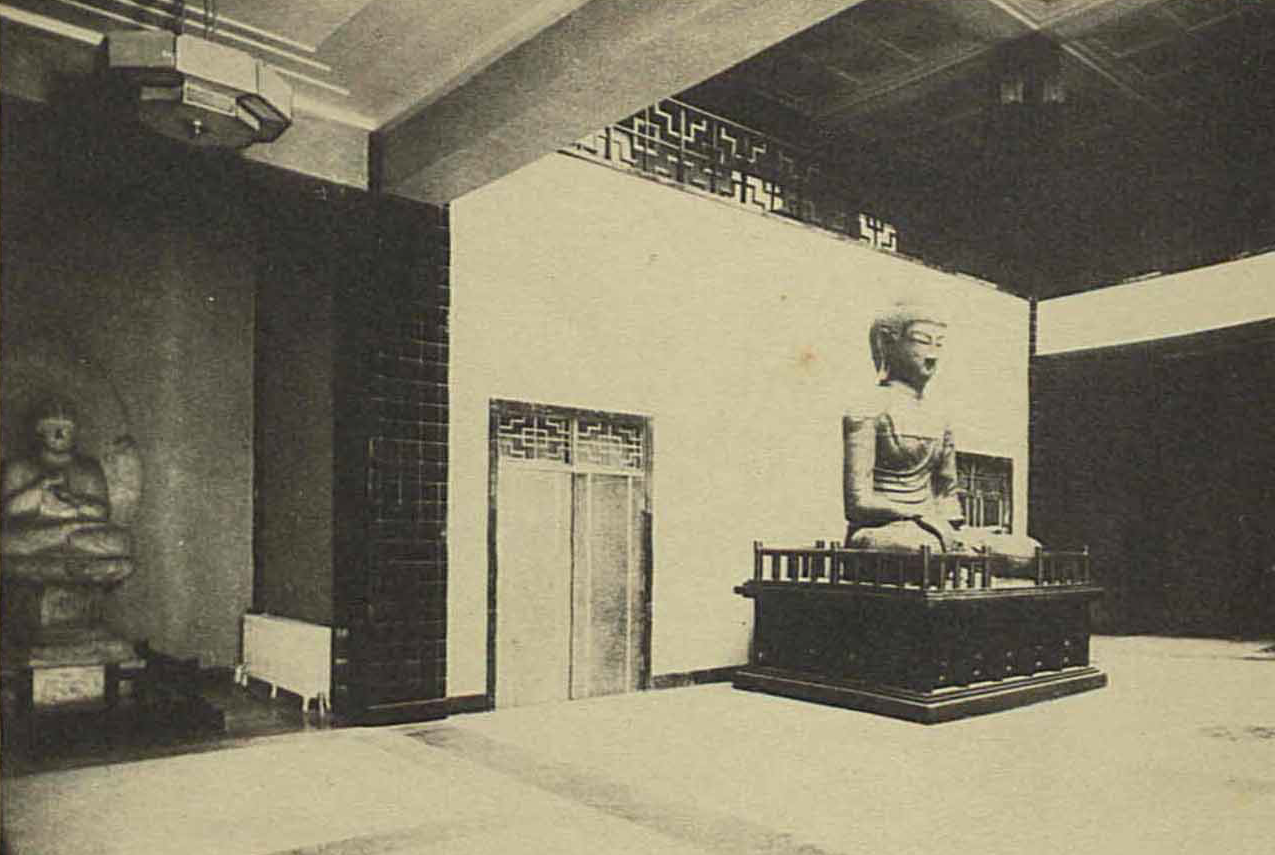
이왕가미술관 신관의 홀 모습(1938년)

1933년 9월 덕수궁을 일반에 공개함과 동시에, 창경궁의 이왕가박물관이 협소하며 경성부 내에서 접근성이 좋지 않다는 이유로 조선의 고미술품들을 옮겨와 넓은 공간에서 전시하고자 하는 계획이 보도되었다. 위치는 석조전의 서측으로 30만원의 금액을 들여 나카무라 요시헤이의 설계로 1937년 8월에 기공하고 1938년 6월 5일에 개관하였다. 석조전은 이왕가미술관 구관(舊館)으로, 신축한 건물은 이왕가미술관 신관(新館)으로 부르게 되었으며, 조선의 고미술품은 이왕가미술관에서, 현대미술품은 석조전에서 전시하는 체제가 구성되었다.
이왕가미술관은 근세복흥식의 화강암과 인조석을 병용한 삼층 건물로, 총 1,130건평의 크기를 지녔다. 정면에는 분수대도 조성되었는데 조성 당시 한반도 내에서 가장 커다란 분수대였다. 홀에는 통일신라대 철불과 성거산 천흥사명 동종, 신라말기의 비로자나불상 등이 전시되었다.
해방 이후에는 덕수궁미술관(德壽宮美術館)으로 불렸다. 1969년에 이왕가미술관은 폐지되고 문화공보부 소속의 국립현대미술관에 속하게 된다.

## 같이 보기
- 이왕가박물관
- 석조전
- 국립현대미술관 덕수궁관